# Jerome Damon
Jerome Damon (nacido el 4 de abril de 1972 en Ciudad del Cabo) es un árbitro de fútbol sudafricano.
Es árbitro internacional desde el año 2000. Estuvo como árbitro de soporte en la Copa Mundial de la FIFA de 2006 y fue árbitro en la Copa Africana de Naciones de 2004, 2006 y en la de 2008. Entre sus pasatiempos se encuentra jugar golf, leer y pasar el tiempo con su pequeña hija. Es hablante fluido en inglés y afrikáans. Fue árbitro en el torneo de Fútbol en los Juegos Olímpicos de Pekín 2008.
Fue uno de los árbitros que dirigió en la Copa Mundial de Fútbol de 2010 en Sudáfrica. Dirijio los partidos de primera fase entre la Selección de fútbol de Dinamarca y la Selección de fútbol de Japón que ganarían los nipones por 3 a 1 y Selección de fútbol de Nueva Zelanda contra Selección de fútbol de Eslovaquia partido que terminó empatado 1 a 1